# Hauptstraße 101 (Korschenbroich)

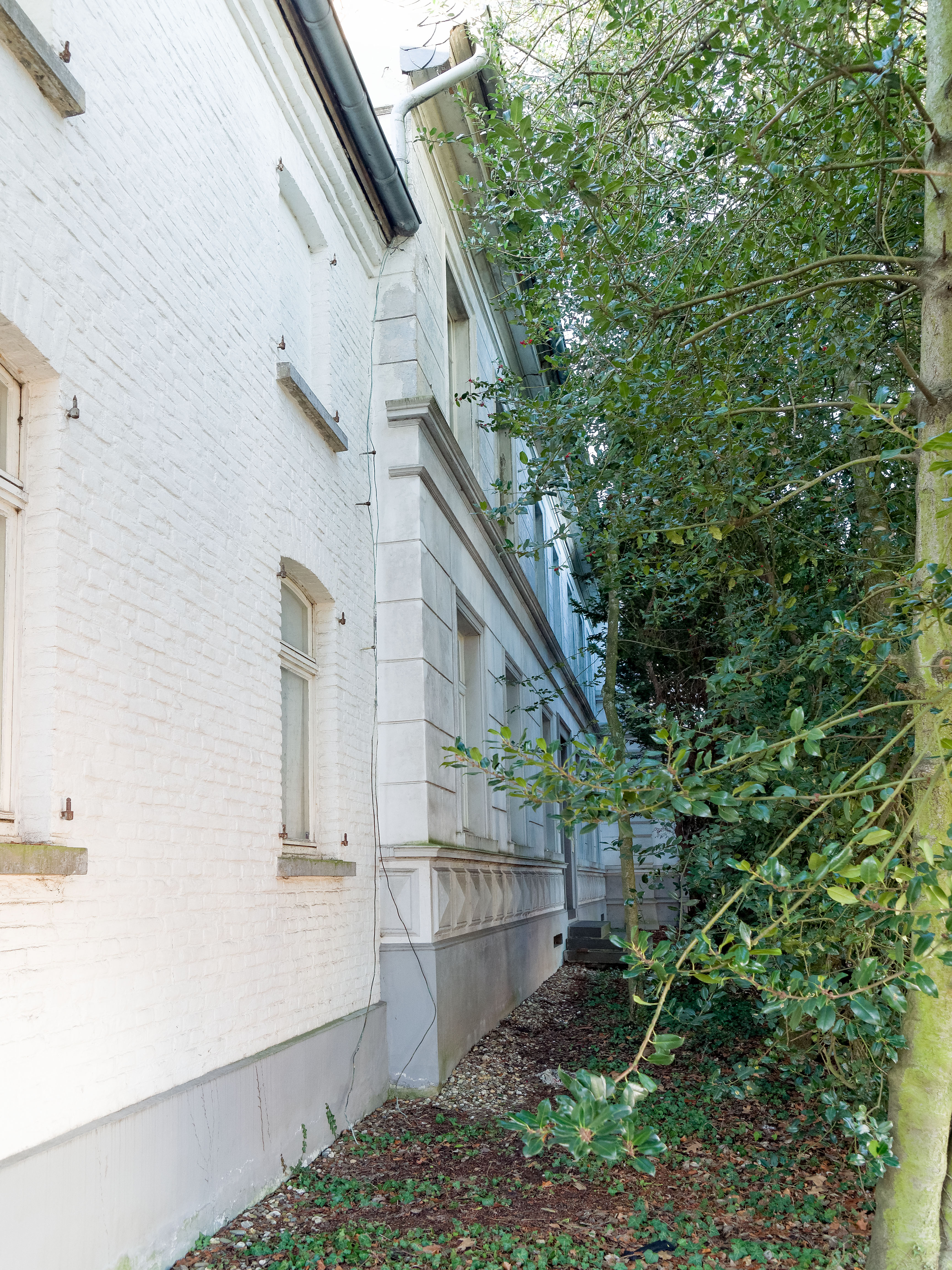
Ansicht aus Richtung Hauptstraße 99

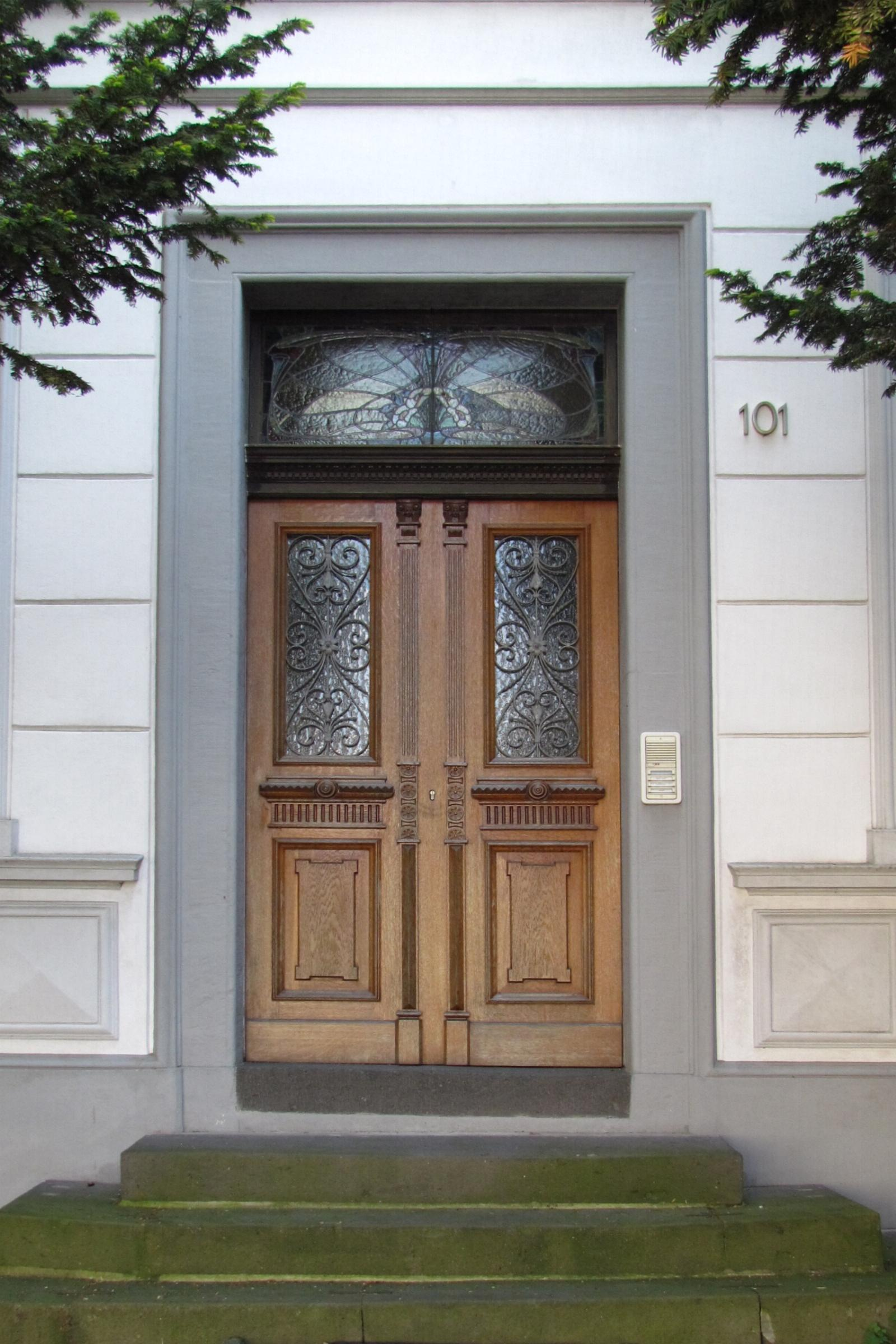
Eingang

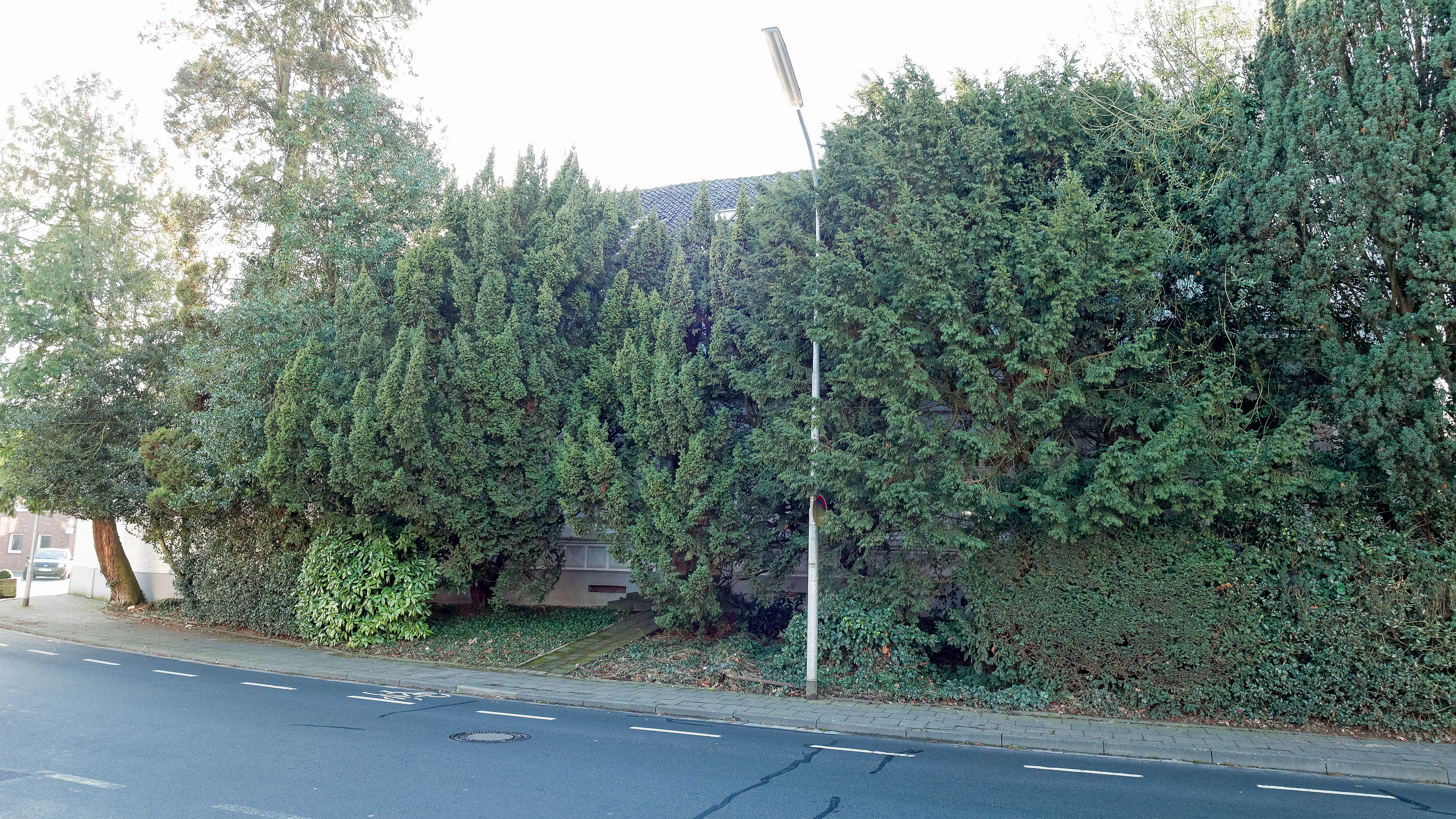
Komplette Ansicht (Villa durch Baumbestand komplett verdeckt)

Die Villa Hauptstraße 101 steht im Stadtteil Glehn in Korschenbroich im Rhein-Kreis Neuss in Nordrhein-Westfalen.
Das Gebäude wurde in der zweiten Hälfte des 19. Jahrhunderts erbaut und unter Nr. 001 am 20. August 1985 in die Liste der Baudenkmäler in Korschenbroich eingetragen.

## Architektur
Die Villa ist zweigeschossig in neun Achsen, die beiden rechten Achsen vorgezogen und erhöht mit Kranzgesims und übergiebelt, Quaderputzfassade, die Jugendstilverglasung ist teilweise erhalten.